# リーンダー・パエス
リーンダー・パエス（Leander Paes, タミル語: লিয়েন্ডার পেজ, 1973年6月17日 - ）は、インド・コルカタ出身の男子プロテニス選手。同じインドのマヘシュ・ブパシと同じく、ダブルスを得意とする選手。4大大会でも男子ダブルス8勝、混合ダブルス10勝を挙げている。これまでにATPツアーでシングルス1勝、ダブルス55勝を挙げている。自己最高ランキングはシングルス73位、ダブルス1位。身長177cm、体重77kg、右利き。

## 来歴
パエスの家族は、父親がホッケーインド代表選手として1972年ミュンヘン五輪の銅メダルを獲得した経歴を持ち、母親はバスケットボール選手であった。息子のリーンダーは17歳の時の1990年ウィンブルドン選手権男子ジュニアシングルス部門で優勝し、1991年にプロ入りした。1996年アトランタ五輪で、パエスは男子シングルス準決勝でアメリカのアンドレ・アガシに敗れたが、3位決定戦でブラジルのフェルナンド・メリジェニを3-6, 6-2, 6-4の逆転で破って銅メダルを獲得した。これはインドのスポーツ選手として、1980年モスクワ五輪以来のメダル獲得であり、個人競技でのメダルは1952年ヘルシンキ五輪以来であった。
パエスは1997年からマヘシュ・ブパシと組んで、男子テニスツアーで多数のダブルス優勝を記録し始める。1999年、パエスとブパシはすべての4大大会男子ダブルスで決勝戦に勝ち残り、全仏オープンとウィンブルドン選手権で男子ダブルス連続優勝を達成した。2000年シドニー五輪で、パエスはインド代表として開会式の旗手を務めた。2001年3月26日、パエスとブパシは2人一緒にインドの最高名誉賞である「パドマ・シュリー」（Padma Shri）を政府から授与された。
2003年、パエスはダブルスに復帰したマルチナ・ナブラチロワと混合ダブルスのペアを組み、全豪オープンとウィンブルドン選手権の混合ダブルスで優勝を飾った。それから、2006年にマルティン・ダムとペアを組んで全米オープン男子ダブルス初優勝を達成する。2008年から2010年まで、パエスはルーカス・ドロウヒーと組んで大半のトーナメントに出場するようになる。パエスとドロウヒーは、2009年全仏オープンと全米オープン優勝により、4大大会男子ダブルス年間2冠を獲得した。パエスにとっては、全仏オープンは8年ぶり3度目、全米オープンは3年ぶり2度目の優勝となる。
2010年はカーラ・ブラックと組み混合ダブルスで全豪オープンとウィンブルドンに優勝した。
2011年はパエスはブパシと組み、2011年全豪オープン男子ダブルスで準優勝した。
2012年からはラデク・ステパネクと組み、全豪オープン男子ダブルス決勝に2年連続で進出した。決勝では4連覇を狙ったブライアン兄弟を7–6(1), 6–2で破り初優勝した。4大大会男子ダブルス7勝目であり、キャリア男子ダブルスグランドスラムを達成した。そして翌年の2013年全米オープン男子ダブルスの準決勝で年間グランドスラムがかかったブライアン兄弟を3-6, 6-3, 6-4で破り、決勝戦でアレクサンダー・ペヤ/ブルーノ・ソアレス組を6-1, 6-3で下しペアとしては2度目のグランドスラム優勝を果たした。
シングルスでのパエスは、2002年以後はデビスカップのシングルス戦と地元インドのチェンナイ・オープンのみに出場を絞り、男子ツアー大会のシングルスにはほとんど出場していない。4大大会では、1997年全米オープンでセドリック・ピオリーンと対戦した3回戦進出が最高成績である。
2006年8月、パエスは国際テニス連盟からテニスに貢献した選手の賞（Awards for Services to the Game）を授与された。一緒に受賞した選手は総計13名で、その中にはジュジャ・ケルメツィ、クルト・ニールセン、加茂公成、ジーナ・ガリソン、アンナ・スマシュノワ、バルバラ・シェットなどがいる。
2015年2月、パエスはダブルスに復帰したマルチナ・ヒンギスと混合ダブルスのペアを組み、全豪オープンで優勝した。これによりパエスは、女子テニス界に名を残す2人のマルチナとグランドスラムを制したこととなった。
2015年全米オープン混合ダブルスを制し混合ダブルス30年ぶりとなる年間3冠を達成した。

## 4大大会ダブルス優勝
- 全豪オープン 男子ダブルス：1勝（2012年）/ 混合ダブルス：3勝（2003年・2010年・2015年）
- 全仏オープン 男子ダブルス：3勝（1999年・2001年・2009年）/ 混合ダブルス：1勝（2016年）
- ウィンブルドン 男子ダブルス：1勝（1999年）/混合ダブルス：3勝（1999年・2003年・2010年）
- 全米オープン 男子ダブルス：3勝（2006年・2009年・2013年）/混合ダブルス：1勝（2008年）

## ダブルス成績

### 男子ダブルス
| 大会           | 1993 | 1994 | 1995 | 1996 | 1997 | 1998 | 1999 | 2000 | 2001 | 2002 | 2003 | 2004 | 2005 | 2006 | 2007 | 2008 | 2009 | 2010 | 2011 | 2012 | 2013 | 2014 | 2015 | 2016 | 2017 | SR   | W–L   |
| -------------- | ---- | ---- | ---- | ---- | ---- | ---- | ---- | ---- | ---- | ---- | ---- | ---- | ---- | ---- | ---- | ---- | ---- | ---- | ---- | ---- | ---- | ---- | ---- | ---- | ---- | ---- | ----- |
| 全豪オープン   | A    | 2R   | QF   | A    | 1R   | SF   | F    | 1R   | 1R   | 2R   | QF   | 1R   | A    | F    | 3R   | 2R   | SF   | QF   | F    | W    | 1R   | QF   | 2R   | 1R   | 1R   | 1/22 | 47–21 |
| 全仏オープン   | A    | A    | A    | A    | 2R   | SF   | W    | 1R   | W    | SF   | SF   | 2R   | QF   | 1R   | 2R   | 3R   | W    | F    | 2R   | 2R   | 2R   | A    | 3R   | QF   |      | 3/19 | 51–16 |
| ウィンブルドン | 1R   | 3R   | A    | 2R   | 1R   | 2R   | W    | A    | 1R   | 1R   | SF   | 2R   | QF   | SF   | QF   | SF   | 1R   | 2R   | 2R   | 3R   | SF   | SF   | 3R   | 2R   |      | 1/22 | 44–21 |
| 全米オープン   | SF   | 2R   | 1R   | A    | SF   | SF   | F    | 1R   | 1R   | 2R   | A    | F    | 1R   | W    | 1R   | F    | W    | 1R   | QF   | F    | W    | 3R   | 2R   | 1R   |      | 3/22 | 58–19 |

### 混合ダブルス
| 大会           | 1994 | 1995 | 1996 | 1997 | 1998 | 1999 | 2000 | 2001 | 2002 | 2003 | 2004 | 2005 | 2006 | 2007 | 2008 | 2009 | 2010 | 2011 | 2012 | 2013 | 2014 | 2015 | 2016 | 2017 | SR   |
| -------------- | ---- | ---- | ---- | ---- | ---- | ---- | ---- | ---- | ---- | ---- | ---- | ---- | ---- | ---- | ---- | ---- | ---- | ---- | ---- | ---- | ---- | ---- | ---- | ---- | ---- |
| 全豪オープン   | A    | A    | A    | A    | A    | 1R   | 1R   | F    | 2R   | W    | F    | A    | SF   | QF   | 2R   | 2R   | W    | 2R   | F    | 2R   | QF   | W    | QF   | QF   | 3/18 |
| 全仏オープン   | A    | A    | A    | 2R   | 3R   | QF   | 3R   | QF   | 2R   | 2R   | 2R   | F    | QF   | QF   | 1R   | 2R   | QF   | QF   | SF   | 2R   | A    | 2R   | W    |      | 1/19 |
| ウィンブルドン | 3R   | A    | 1R   | QF   | QF   | W    | A    | 3R   | QF   | W    | 3R   | A    | QF   | QF   | 2R   | F    | W    | QF   | F    | 2R   | 2R   | W    | 3R   |      | 4/20 |
| 全米オープン   | A    | 1R   | A    | 1R   | 1R   | 2R   | 1R   | F    | 2R   | A    | SF   | QF   | 1R   | F    | W    | F    | QF   | SF   | QF   | A    | QF   | W    | 2R   |      | 2/19 |